# 麻那惹加那
麻那惹加那乃（1381年—1408年），文莱苏丹，1402年即位，马合谟沙苏丹之子。其事迹不见于文莱史书，但在中国文献中有记载。

## 生平

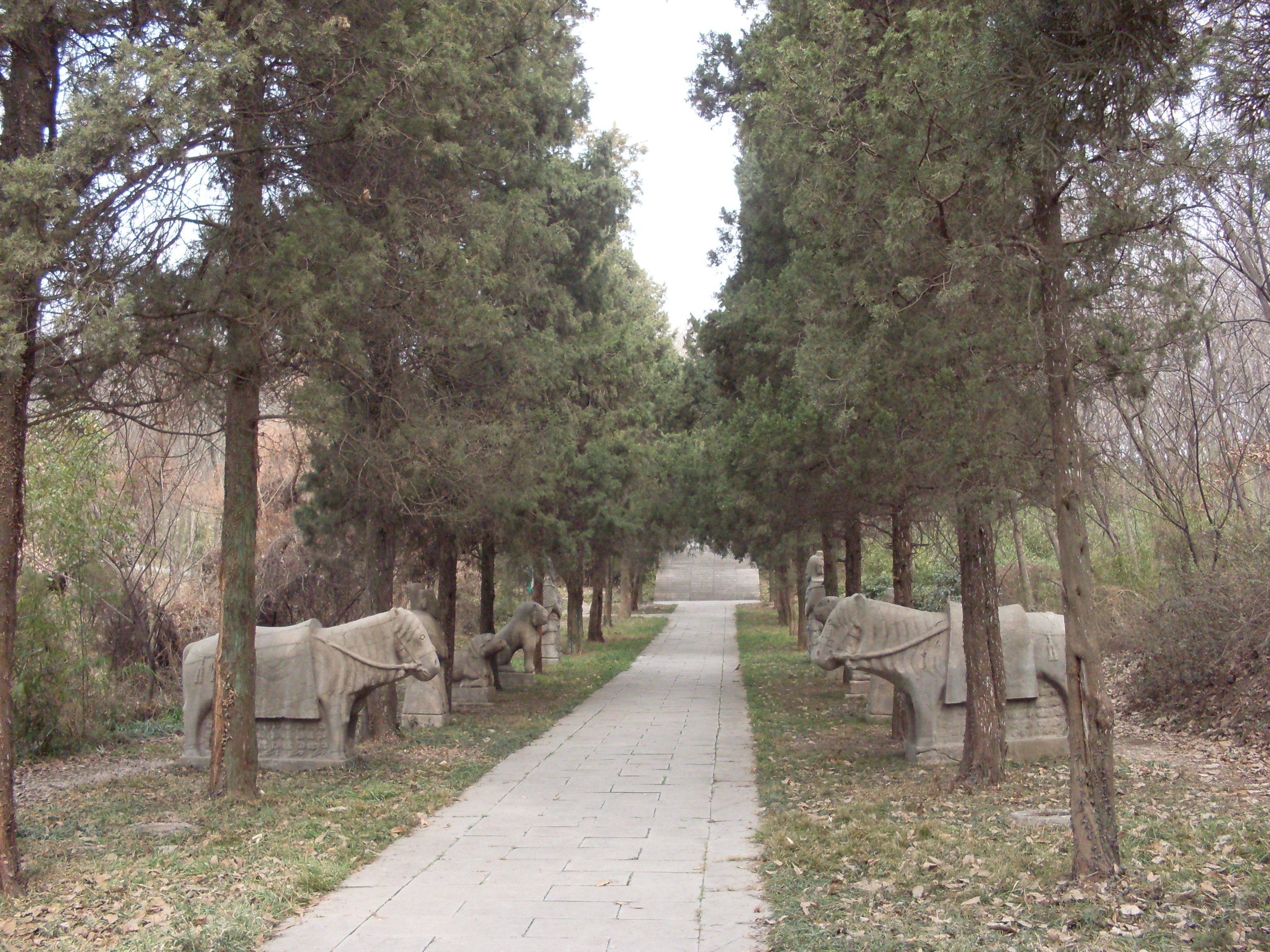
麻那惹加那乃在南京的墓葬

麻那惹加那乃（Maharaja Karna）是中国记载的称呼，正式名应为阿卜杜勒·马吉德·哈桑。
永乐三年（1405年）冬，麻那惹加那乃遣使至中国贡献土产，明成祖封其为国王并賜印誥。麻那惹加那乃大喜，决定亲自来中国朝谢，携王后、王子、亲属150余人渡海抵达福建，明廷派遣官员沿途盛情款待。
永乐六年（1408年）八月，麻那惹加那乃一行到达京师（今南京），朝见成祖。
麻那惹加那乃停留月余後染病，雖經御醫調治無效，当年十月駕崩於馆舍，享年28岁。遗嘱希望“体魄托葬中华”，成祖輟朝三日，派遣官员以致哀悼，諡為“恭順”，以中国王礼葬之於南郊安德门外石子岗，称“浡泥国恭顺王墓”，命入籍的南洋人为其守墓，每年春秋由专人祭扫。又敕其子遐旺袭封国王。

### 引用
1. ↑  《明史·外国六》：“永樂三年冬，其王麻那惹加那乃遣使入貢，乃遣官封為國王，賜印誥、敕符、勘合、錦綺、彩幣。王大悅，率妃及弟妹子女陪臣泛海來朝。次福建，守臣以聞。遣中官往宴賚，所過州縣皆宴。”
2. ↑  《明史·外国六》：“六年八月入都朝見，帝獎勞之。王跪致詞曰：「陛下膺天寶命，統一萬方。臣遠在海島，荷蒙天恩，賜以封爵。自是國中雨暘時順，歲屢豐登，民無災厲，山川之間，珍奇畢露，草木鳥獸，亦悉蕃育。國中耆老咸謂此聖天子覆冒所致。臣願睹天日之表，少輸悃誠，不憚險遠，躬率家屬陪臣，詣闕獻謝。」帝慰勞再三，命王妃所進中宮箋及方物，陳之文華殿。王詣殿進獻畢，自王及妃以下悉賜冠帶、襲衣。帝乃饗王於奉天門，妃以下饗於他所，禮訖送歸會同館。禮官請王見親王儀，帝令准公侯禮。尋賜王儀仗、交倚、銀器、傘扇、銷金鞍馬、金織文綺、紗羅、綾絹衣十襲，余賜賚有差。
3. ↑  《皇明文衡·卷八十一·脖泥国恭顺王墓碑文》：“逾月，王忽感疾，上命医賜善药調治，遣中贵人勞問，旦暮相繼，日命大臣視王疾差劇，聞小瘳，喜見顏色。王疾篤，語其妻以下曰：“我疾貽天子憂念，脫有大故，命也。我僻處荒徼，幸入朝睹天子声光，即死無憾。死又體魄托葬中華，不為夷鬼，所憾者，受天子深恩，生不能報，死誠有負。”指其子曰：“我即不起，其以儿入拜謝天子，誓世世毋忘天子恩，若等克如我志，瞑目無憾矣。”十月乙亥朔，王卒，得年二十有八。”
4. ↑  《明史·外国六》：“十月，王卒於館。帝哀悼，輟朝三日，遣官致祭，賻以繒帛。東宮親王皆遣祭，有司具棺槨、明器，葬之安德門外石子岡，樹碑神道。又建祠墓側，有司春秋祀以少牢，諡曰恭順。賜敕慰其子遐旺，命襲封國王。”
5. ↑  《殊域周咨錄·卷八》：“王卒於館。輟朝三日，祭賻甚厚。諡為恭順，賜葬南京城南石子岡以西。”